# Fjends
Fjends é um município da Dinamarca, localizado na região noroeste, no condado de Viborg.
O município tem uma área de 236,19 km² e uma população de 8 136 habitantes, segundo o censo de 2004.